# Prima battaglia di Lexington
La prima battaglia di Lexington (conosciuta anche come battaglia di Hemp Bales) del settembre 1861 è stato un episodio della guerra di secessione americana a seguito del quale i confederati, sconfitte le forze nordiste, consolidarono il proprio controllo della valle del Missouri.

## Contesto
Alla vigilia della guerra di secessione Lexington era una fiorente cittadina agricola sul fiume Missouri dedita all'allevamento ed alla produzione di canapa, tabacco e carbon. La maggior parte dei 4 000 residenti erano proprietari di schiavi e gli schiavi rappresentavano il 31,7% della popolazione della contea di Lafayette di cui Lexington era capoluogo. Non sorprende pertanto che allo scoppio del conflitto la città si schierasse al fianco dei confederati.
Per questo motivo il comandante nordista John Charles Frémont inviò a Lexington una guarnigione comandata dal colonnello Charles Stifel con lo scopo di mantenere il controllo sulla città e sulla vicina porzione del corso del fiume Missouri.
Dopo la vittoria a Wilson's Creek del 10 agosto 1861, la Missouri State Guard di Sterling Price, schierata con i sudisti, decise di marciare su Lexington arrivando nei pressi della città il 10 settembre.

## La battaglia
Il 13 settembre Price lanciò un primo attacco contro la città. Non riuscendo a spezzare le difese nemiche ordinò un bombardamento d'artiglieria.
Il 18 settembre Price fede un secondo tentativo ma il fuoco incrociato delle forze nordiste respinse l'assalto.
L'indomani, dopo aver consolidato ulteriormente le proprie posizioni, Price ordinò alla sua artiglieria un nuovo bombardamento e lanciò l'attacco decisivo e riuscì a prendere la città. La resistenza dei nordisti durò fino al pomeriggio del giorno successivo quando finalmente dovettero arrendersi.